# Burbuja Cómoda y Elefante Inesperado
Burbuja Cómoda y Elefante Inesperado es un álbum de estudio colaborativo entre la banda española de pop progresivo Los Estanques y la cantautora Anni B Sweet. Fue publicado el 27 de mayo de 2022 a través del sello Inbopohonic Records, y distribuido por Altafonte.
El álbum fue grabado durante 2021 en estudios de Madrid y en Lanestosa, en la frontera entre Cantabria y el País Vasco. La producción estuvo a cargo de Íñigo Bregel, integrante de Los Estanques. Contiene 13 pistas y combina elementos de pop psicodélico, rock progresivo y música pop.
La portada del disco fue realizada por el artista visual Mario Feal, quien también creó las ilustraciones asociadas a los sencillos y al material gráfico del proyecto. En ella aparece un elefante dentro de una burbuja.
En 2023, el álbum recibió cinco galardones en los Premios MIN de la Música Independiente, incluidos los de Mejor Artista, Mejor Álbum y Mejor Canción por «Brillabas».  Fue reconocido por la crítica como uno de los lanzamientos más destacados del panorama independiente español y figuró en varias listas de lo mejor del año, incluyendo medios como Mondosonoro y Ruta 66.

## Lista de canciones
| N.º   | Título                      | Duración |  |
| 1.    | «He Bebido Tanto (que...)»  | 1:48     |  |
| 2.    | «(... Estoy) Muerto de Sed» | 2:05     |  |
| 3.    | «Bla, Bla, Bla»             | 3:18     |  |
| 4.    | «Tu Pelo de Flores»         | 3:06     |  |
| 5.    | «Yo Me Voy de Aquí»         | 2:45     |  |
| 6.    | «Brillabas»                 | 3:22     |  |
| 7.    | «El Sol No Ha Salido Hoy»   | 2:58     |  |
| 8.    | «Tampoco Estoy Tan Lejos»   | 2:00     |  |
| 9.    | «Cabalitos de Mar»          | 2:43     |  |
| 10.   | «Llévame al Cielo»          | 4:06     |  |
| 11.   | «No Te Preocupes»           | 3:17     |  |
| 12.   | «Vuelve a Amanecer»         | 1:21     |  |
| 13.   | «Vuelve a Oscurecer»        | 4:30     |  |
| 37:24 |                             |          |  |

## Premios y nominaciones
| Año  | Premiación   | Categoría                | Obra nominada                        | Resultado | Ref.  |
| ---- | ------------ | ------------------------ | ------------------------------------ | --------- | ----- |
| 2022 | Premio Ruido | Mejor Álbum Nacional     | Burbuja Cómoda y Elefante Inesperado | Nominado  | [ 5 ] |
| 2023 | Premios MIN  | Álbum del Año            | Burbuja Cómoda y Elefante Inesperado | Ganador   | [ 4 ] |
| 2023 | Premios MIN  | Mejor Álbum de Pop       | Burbuja Cómoda y Elefante Inesperado | Ganador   | [ 4 ] |
| 2023 | Premios MIN  | Mejor Artista            | Los Estanques y Anni B Sweet         | Ganadores | [ 4 ] |
| 2023 | Premios MIN  | Canción del Año          | «Brillabas»                          | Ganadora  | [ 4 ] |
| 2023 | Premios MIN  | Mejor Producción Musical | Íñigo Breguel                        | Ganador   | [ 4 ] |